# Силиций
Силиций (на латински: Silicium), Si е химичен елемент от група 14, период 3. Атомният му номер е 14 и е с атомна маса 28,0855 u.
Силицият е вторият по разпространение химичен елемент в земната кора след кислорода. Той не съществува в свободно състояние, а под формата на силициев диоксид (в пясъка, кварц) или като силикат (каолин).
Името му произлиза от латинските думи silex, silicis и означава кремък.

## История
Силицият бил познат още в древността под формата на кремък и бил изолиран за първи път в чиста форма от Берцелиус през 1823 г.

## Изотопи
Съществуват три естествени изотопа на силиция 28Si (92,18%), 29Si (4,71%) и 30Si (3,12%) и няколко получени по изкуствен път 25Si, 26Si, 27Si, 31Si, 32Si

## Свойства

### Физични свойства
Силицият в чист вид, при нормална температура, е твърдо вещество с кристална структура, със сиво-черен цвят и метален блясък. В тази форма в природата се среща рядко – като кристали в златната руда и във вулканичните изпарения. Елементът е разпространен на Земята най-често като силициев диоксид (SiO2) под формата на кварц или кремък (основна съставна част на пясъка). Има температура на топене 1414 °C, температура на кипене 3265 °C и плътност 2330 kg/m3. Не се разтваря във вода. Силицият е полупроводник, има отрицателен температурен коефициент на съпротивлението. Единичен кристал силиций притежава пиезорезистивен ефект, а кварцовите кристали – пиезоелектричен ефект.

### Химични свойства
Силицият е сравнително инертен към киселини – не взаимодейства, освен със смес от азотна (HNO3) и флуороводородна киселина (HF). Взаимодейства с основи и халогени.

#### Взаимодействие с въздуха
Повърхността на кристалите на силиция са покрити от тънък слой силициев диоксид (SiO2), което не позволява на останалата част от атомите, които се намират под този слой, да реагират с въздуха при температури до 900 °C. При по-високи температури се получава реакция с кислорода и се образува силициев диоксид, а при температури над 1400 °C силицият реагира с азота във въздуха и образува силициевите нитриди SiN и Si3N4.
Si + O2 → SiO2
2Si + N2 → 2SiN
3Si + 2N2 → Si3N4

#### Взаимодействие с халогенни елементи
Силицият взаимодейства енергично с халогенните елементи и образува силициеви тетрахалогениди. Реакцията с флуора протича при нормална температура, докато с други халогенни елементи е необходимо температура над 300 °C.
Si + 2F2 → SiF4 (силициев тетрафлуорид)
Si + 2Cl2 → SiCl4 (силициев тетрахлорид)
Si + 2Br2 → SiBr4 (силициев тетрабромид)
Si + 2I2 → SiI4 (силициев тетрайодид)

#### Взаимодействие с киселини
Силицият не реагира с повечето киселини при нормални условия. Изключение прави флуороводорода и азотната киселина.
Si + 6HF → [SiF6]2- + 2H+ + 2H2

#### Взаимодействие с основи
Si + 4NaOH → [SiO4]4- + 4Na+ + 2H2

## Разпространение и употреба
Основен материал в съвременната електроника (производство на транзистори и интегрални схеми). Използва се също за производство на слънчеви батерии. Кварцът служи за направа на кварцови резонатори.